# 片山一良
片山一良（日语：片山 一良，1959年8月28日—），日本動畫演出家、動畫導演。出身於京都府宇治市。O型血。妻子為前動畫師、漫畫家洞澤由美子。
代表作是擔任導演的《古城荊棘王 -King of Thorn-》、《The Big O》、《蘋果核戰》等。

## 來歷、人物
京都府立城南高等學校（今京都府立城南菱創高等學校）畢業。專門學校東京設計學院中輟之後以第2期生身份進入動畫公司Telecom Animation Film（簡稱Telecom）上班。
於負責電視動畫《魯邦三世 (TV第2系列)》和電影動畫《小麻煩千惠》的動畫工作之後從Telecom離職，從此以自由動畫師身份持續參加動畫製作。
其後轉行從事演出，負責過電影動畫《風之谷》、電視動畫《魔法妖精貝露莎》和《魔法之星愛美》等許多作品的演出工作。
1988年的原作漫畫改編OVA《蘋果核戰》是片山首次擔任導演的動畫作品。

## 作品列表

### 電視動畫
- 魯邦三世 (TV第2系列)（日语：ルパン三世 (TV第2シリーズ)）（1980年，動畫）
- 名偵探福爾摩斯（1984年－1985年，動畫）
- 魔法妖精貝露莎（1984年－1985年，分鏡、演出）
- 神奇無尾熊（日语：ふしぎなコアラブリンキー）（1984年，分鏡）
- 昭和笨蛋小說搞笑第1名！（日语：昭和アホ草紙あかぬけ一番!）（1985年，分鏡）
- 魔法之星愛美（1985年，分鏡、演出）
- 忍者戰士飛影（1986年，演出）
- 魔法偶像粉彩筆由美（日语：魔法のアイドルパステルユーミ）（1986年，分鏡、演出）
- 相聚一刻（1986年－1988年，分鏡、演出）
- 妙手小廚師（1988年－1989年，分鏡）
- 勇者鬥惡龍（1990年，分鏡、演出）
- YAWARA！（1990年，分鏡、演出）
- 妖精狩獵者（1996年，導演）
- 城市獵人 再見我的甜心（1997年，演出協力）
- 青澀寶貝（1998年，導演、劇本統籌）
- 女棒甲子園（1998年，分鏡）
- 進化戰記（1999年，分鏡）
- The Big O（1999年，導演、原作、劇本統籌）
- 沉默的未知（2000年－2001年，導演、原作（原案）、劇本統籌）
- The Big O Second Season（2003年，導演、原作、劇本統籌）
- 你所期望的永遠（2003年，分鏡、ED分鏡）
- Keroro軍曹（2004年，分鏡）
- 混沌武士（2004年，分鏡）
- Ergo Proxy（2006年，分鏡）
- TIGER & BUNNY（2011年，分鏡）
- 宇宙戰艦大和號2199（2013年，分鏡）
- 龍的牙醫（2017年，分鏡）
- 巴哈姆特之怒 VIRGIN SOULS（2017年，分鏡）
- 驚爆危機！Invisible Victory（2018年，分鏡）
- 進擊的巨人 Final Season（2021年－2022年，分鏡）
- 戰隊大失格（2024年，分鏡、作畫監督）

### OVA
- The 超女（1986年，演出）
- 蘋果核戰（1988年，導演、編劇）
- 羅德斯島戰記（1990年，分鏡）
- 帝都物語 魔都篇（1991年，導演）
- 機械巨神 地球靜止之日（1992年，動畫導演、機械設定、分鏡）
- 機械巨神 THE ANIMATION 外傳 銀鈴 GinRei（1995年，機械設定）
- 新海底軍艦（1995年，導演、分鏡、演出）
- 勇者王FINAL（2000年，分鏡）
- 捍衛者21（2002年，分鏡）
- FREEDOM（2006年，分鏡、演出）
- 鴉 -KARAS-（2007年，分鏡）
- 你好，世界各國（2015年，導演、原案、編劇）[注 1]

### 電影動畫
- 劇場版 小麻煩千惠（1981年，動畫）
- 風之谷（1984年，演出助手）
- EX MACHINA（2007年，分鏡）
- 古城荊棘王 -King of Thorn-（2010年，導演、編劇）
- 短暫和平「永別了武器」（2013年，分鏡）
- 劇場版 宇宙戰艦大和號2199：星巡的方舟（2014年，分鏡）

### 真人電影
- 新·超人力霸王（2022年，分鏡）

### 遊戲
- NEO CONTRA（2004年，CG影片導演）

### 其它
- 押井版魯邦三世（日语：押井版ルパン三世）（製作中止，演出助手）

## 腳註

## 相關項目
- 日本動畫師列表

## 外部連結
- 『古城荊棘王 -King of Thorn-』導演：片山一良的專訪 （日語）（2013年6月4日的檔案館）